# C-Mag彈鼓

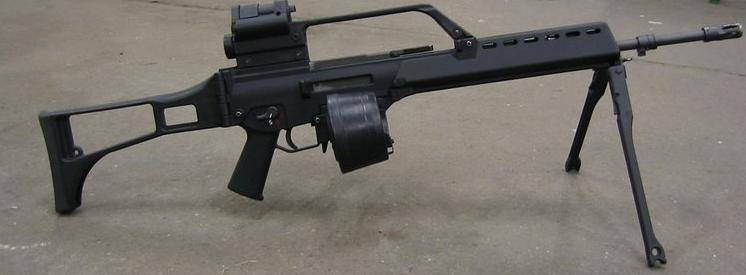
裝有C-Mag的HK G36（並非MG36）

C-Mag彈鼓（Beta C-Mag、Century magazine，意為「世紀彈鼓」，簡稱C-Mag）是由吉姆·蘇利文（Jim Sullivan）在1987年設計的100發雙室型彈鼓，主要提供給5.56×45毫米北約、7.62×51毫米北約和9×19毫米口徑的槍械使用。

## 設計

C-Mag的專用單發裝填器（MP5）

C-Mag大部份部件以塑料製造，雙室左右對稱排列的設計，中間轉為直排彈匣適配器作連接，依靠旋轉彈簧及假彈鏈作推力將子彈推進至供彈口，比一般的直排彈匣具有更多的裝彈量。早期型C-Mag採用全啞黑色外殼，而後期型改用了透明的後部外殼以便於射手快速觀看彈藥剩餘量，亦有其他顏色的外殼提供。
以M16突擊步槍作舉例，一個對應M16、裝有100發5.56x45 NATO子彈的C-Mag約重2.1公斤，100發子彈就需要四個30發彈匣作供彈容器，雖然四個共裝100發彈匣仍比裝有100發的C-Mag為輕，但C-Mag可連續發射而30發彈匣卻需更換四次。

## 缺點
由美国陆军士兵在阿富汗的試驗中發現：C-Mag在的模擬戰之中是不可靠的，而且經常有供彈的問題。這問題在充滿塵埃和沙土的環境中更加嚴重。C-Mag還有彈匣釋放壓力的問題，因為正如上述所指，四個共裝120發彈匣仍比裝有100發的C-Mag為輕。美国陆军TACOM發出了「地面防範文件」（GPM-02-017），並警告在行動期間其使用。這個GPM在伊拉克自由行動前已經啟動。至於接受測試的C-Mag是不是在美國軍隊內部廣泛使用，並沒有一個回答。

## 相容C-Mag的槍械
5.56×45毫米北約
- 所有相容STANAG彈匣的槍械（包括M16和M4）
- FN Minimi／M249 SAW
- HK13／23／33／53
- HK G36（包括MG36）
- Mini-14
- SIG SG 550／551／552／553
- 斯泰爾AUG
- XM8

9×19毫米
- 柯爾特9毫米衝鋒槍
- CZ蠍式EVO 3 A1
- HK MP5
- UZI
- 9毫米格洛克手槍（格洛克17、格洛克18、格洛克19、格洛克26、格洛克34）
- Kel-Tec SUB-2000卡賓槍（9毫米格洛克手槍彈匣型）
- KRISS Vector（9毫米格洛克手槍彈匣型）

7.62×51毫米北約
- 所有相容SR-25模式彈匣（英语：SR-25 pattern magazine）的槍械（包括KAC SR-25狙击步枪本身）
  - AR-10B
  - SIG SG 716戰鬥步槍
  - 史密斯威森軍警型M&P10半自動步槍
  - JP LRP07狙击步枪
  - BAER308狙击步枪
  - B&T APC308
  - 貝瑞塔ARX-200
  - SIG MCX-MR
- M1A／M14
- HK G3／HK 91
- FN FAL
- FN SCAR-H戰鬥步槍
- 雷明登MSR狙击步枪

## 用戶

### 軍方
目前各國軍方對C-Mag的購買意慾不太大，一般的直排彈匣生產便宜、通用性高，運輸及配套更簡易，C-Mag只裝備於一些特種部隊和個別士兵自行購入。另外亦有一些採用彈匣供彈的轻机枪以C-Mag作預設供彈具，如德國聯邦國防軍裝備的MG36。

### 民間
1994年9月13日，美國聯邦暴力犯罪控制和执法法案通過，只允許平民使用彈匣供彈而且彈數必須等於或少於10發。在這法案通過以前，民間購買和擁有的C-Mag是合法的，但由於數量有限，在當時的C-Mag比較稀有和昂貴。這項禁令在2004年9月13日開始過期，Beta公司已經恢復了民間市場的C-Mag的生產。但是在一些國家、地區之中，已經制定了其對「大容量」彈匣的法律。